# Leichtathletik-Weltmeisterschaften 1993/Kugelstoßen der Männer

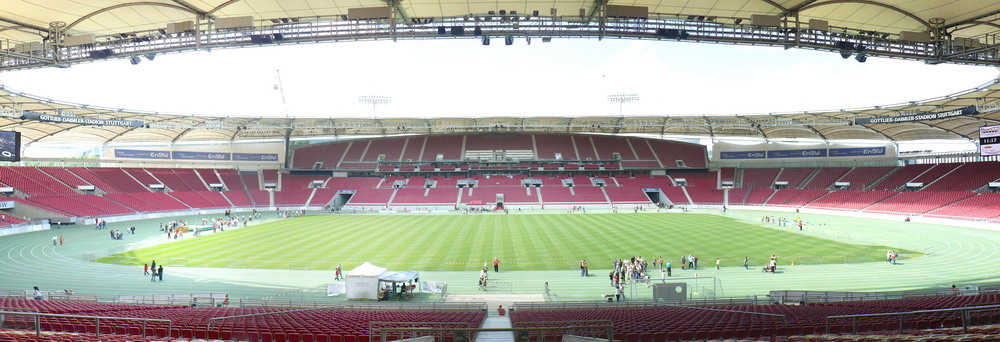
Das Stuttgarter Gottlieb-Daimler-Stadion im Jahr 2007

Das Kugelstoßen der Männer bei den Leichtathletik-Weltmeisterschaften 1993 wurde am 20. und 21. August 1993 im Stuttgarter Gottlieb-Daimler-Stadion ausgetragen.
Zum dritten Mal in Folge Weltmeister wurde der Olympiadritte von 1992 und Europameister von 1986 Werner Günthör aus der Schweiz. Er gewann vor dem US-amerikanischen Weltrekordinhaber Randy Barnes. Bronze ging an Oleksandr Bahatsch aus der Ukraine.

## Bestehende Rekorde
| Weltrekord               | 23,12 m | Randy Barnes   | Los Angeles, USA        | 20. Mai 1990    |
| Weltmeisterschaftsrekord | 22,23 m | Werner Günthör | WM 1987 in Rom, Italien | 29. August 1987 |

Der bestehende WM-Rekord wurde bei diesen Weltmeisterschaften nicht eingestellt und nicht verbessert.

## Doping
Hier gab es einen Dopingfall.
Der zunächst drittplatzierte US-Amerikaner Mike Stulce hatte vor dem Gewinn seiner Silbermedaille bei den Olympischen Spielen 1992 bereits eine zweijährige Dopingsperre hinter sich. Nun wurde er wieder positiv getestet und musste seine Bronzemedaille abgeben.
Benachteiligt waren in erster Linie drei Athleten:
- Oleksandr Bahatsch aus der Ukraine, der seine Bronzemedaille erst als Nachrücker erhielt und nicht an der Siegerehrung teilnehmen konnte. Allerdings war auch er schon einmal als Dopingsünder ertappt worden und wurde fünf Jahre später bei den 1998 noch einmal positiv getestet, worauf er seine dort zunächst errungene Goldmedaille abgeben musste.[4]
- Dem Deutschen Jonny Reinhardt hätten auf dem achten Rang, den er im endgültigen Abschlussresultat belegte, drei weitere Versuche im Finale der besten Acht zugestanden.
- Der Ukrainer Oleksandr Klymenko hätte über seine Qualifikationsweite, die ihm nach Bahatschs Disqualifikation Platz zwölf einbrachte, am Finale teilnehmen können.

## Qualifikation
20. August 1993, 11:45 Uhr
32 Teilnehmer traten in zwei Gruppen zur Qualifikationsrunde an. Die Qualifikationsweite für den direkten Finaleinzug betrug 20,00 m. Drei Athleten übertrafen diese Marke (hellblau unterlegt), darunter auch der später wegen Dopingbetrugs disqualifizierte Mike Stulce. Das Finalfeld wurde mit den neun nächstplatzierten Sportlern auf zwölf Werfer aufgefüllt (hellgrün unterlegt). So mussten schließlich 19,52 m für die Finalteilnahme erbracht werden.

### Gruppe A
| Platz | Name                | Nation      | Resultat (m)                                 |
| 1     | Randy Barnes        | USA         | 20,21                                        |
| 2     | Jewgeni Paltschikow | Russland    | 19,91                                        |
| 3     | Oliver-Sven Buder   | Deutschland | 19,88                                        |
| 4     | Kevin Toth          | USA         | 19,63                                        |
| 5     | Kent Larsson        | Schweden    | 19,56                                        |
| 6     | Gert Weil           | Chile       | 19,52                                        |
| 7     | Oleksandr Klymenko  | Ukraine     | 19,37 eigentlich für das Finale qualifiziert |
| 8     | Markus Koistinen    | Finnland    | 19,29                                        |
| 9     | Courtney Ireland    | Neuseeland  | 19,08                                        |
| 10    | Gheorghe Gușet      | Rumänien    | 18,94                                        |
| 11    | Sergei Rubzow       | Kasachstan  | 18,84                                        |
| 12    | Jenö Kóczián        | Ungarn      | 18,45                                        |
| 13    | Chima Ugwu          | Nigeria     | 18,19                                        |
| 14    | Klaus Bodenmüller   | Österreich  | 18,07                                        |
| 15    | Paul Quirke         | Irland      | 17,05                                        |
| 16    | Jaime Comandari     | El Salvador | 14,97                                        |

### Gruppe B

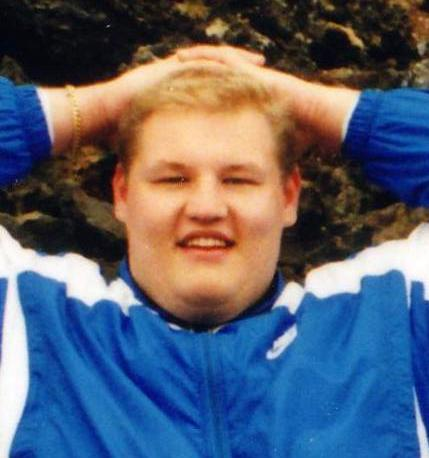
Mit 18,19 m scheiterte Mika Halvari in der Qualifikation

| Platz | Name                  | Nation         | Resultat (m)              |
| 1     | Werner Günthör        | Schweiz        | 20,56                     |
| 2     | Oleksandr Bahatsch    | Ukraine        | 19,89                     |
| 3     | Dragan Perić          | BR Jugoslawien | 19,77                     |
| 4     | Jonny Reinhardt       | Deutschland    | 19,76                     |
| 5     | Manuel Martínez       | Spanien        | 19,53                     |
| 6     | Antero Paljakka       | Finnland       | 19,31                     |
| 7     | Aleksandr Klimov      | Belarus        | 19,07                     |
| 8     | Paul Edwards          | Großbritannien | 19,00                     |
| 9     | Paolo Dal Soglio      | Italien        | 18,68                     |
| 10    | Andrij Nemtschaninow  | Ukraine        | 18,28                     |
| 11    | Sergey Kot            | Usbekistan     | 18,22                     |
| 12    | Mika Halvari          | Finnland       | 18,19                     |
| 13    | Merab Kurashvili      | Georgien       | 18,18                     |
| 14    | Pétur Guðmundsson     | Island         | 18,11                     |
| 15    | Dashdendev Makhashiri | Mongolei       | 14,87                     |
| DOP   | Mike Stulce           | USA            | für das Finale zugelassen |

## Finale
21. August 1993, 18:15 Uhr
Anmerkung: Das Symbol „x“ bedeutet „ungültig“.
| Platz | Name                | Nation         | Resultat (m) | 1. Versuch (m)                          | 2. Versuch (m)                          | 3. Versuch (m)                          | 4. Versuch (m)                              | 5. Versuch (m)                              | 6. Versuch (m)                              |
| 1     | Werner Günthör      | Schweiz        | 21,97        | 21,97                                   | 21,55                                   | 21,59                                   | 20,94                                       | 20,57                                       | 20,61                                       |
| 2     | Randy Barnes        | USA            | 21,80        | 21,02                                   | 21,15                                   | 21,80                                   | x                                           | x                                           | 21,80                                       |
| 3     | Oleksandr Bahatsch  | Ukraine        | 20,40        | 19,99                                   | 20,10                                   | 20,40                                   | x                                           | x                                           | x                                           |
| 4     | Jewgeni Paltschikow | Russland       | 20,05        | 20,05                                   | 19,43                                   | x                                       | x                                           | 19,52                                       | x                                           |
| 5     | Dragan Perić        | BR Jugoslawien | 19,95        | 19,95                                   | x                                       | x                                       | x                                           | 19,82                                       | x                                           |
| 6     | Gert Weil           | Chile          | 19,95        | 19,95                                   | x                                       | 19,63                                   | x                                           | x                                           | x                                           |
| 7     | Oliver-Sven Buder   | Deutschland    | 19,74        | 19,61                                   | 19,74                                   | 19,55                                   | x                                           | 19,66                                       | 19,69                                       |
| 8     | Jonny Reinhardt     | Deutschland    | 19,53        | 19,17                                   | 19,30                                   | 19,53                                   | eigentlich zu 3 weiteren Stößen berechtigt  | eigentlich zu 3 weiteren Stößen berechtigt  | eigentlich zu 3 weiteren Stößen berechtigt  |
| 9     | Kevin Toth          | USA            | 19,52        | Ablauf in den Quellen nicht aufgelistet | Ablauf in den Quellen nicht aufgelistet | Ablauf in den Quellen nicht aufgelistet | nicht im Finale der besten acht Kugelstoßer | nicht im Finale der besten acht Kugelstoßer | nicht im Finale der besten acht Kugelstoßer |
| 10    | Kent Larsson        | Schweden       | 19,12        | Ablauf in den Quellen nicht aufgelistet | Ablauf in den Quellen nicht aufgelistet | Ablauf in den Quellen nicht aufgelistet | nicht im Finale der besten acht Kugelstoßer | nicht im Finale der besten acht Kugelstoßer | nicht im Finale der besten acht Kugelstoßer |
| 11    | Manuel Martínez     | Spanien        | 19,03        | Ablauf in den Quellen nicht aufgelistet | Ablauf in den Quellen nicht aufgelistet | Ablauf in den Quellen nicht aufgelistet | nicht im Finale der besten acht Kugelstoßer | nicht im Finale der besten acht Kugelstoßer | nicht im Finale der besten acht Kugelstoßer |
| DOP   | Mike Stulce         | USA            |              |                                         |                                         |                                         |                                             |                                             |                                             |

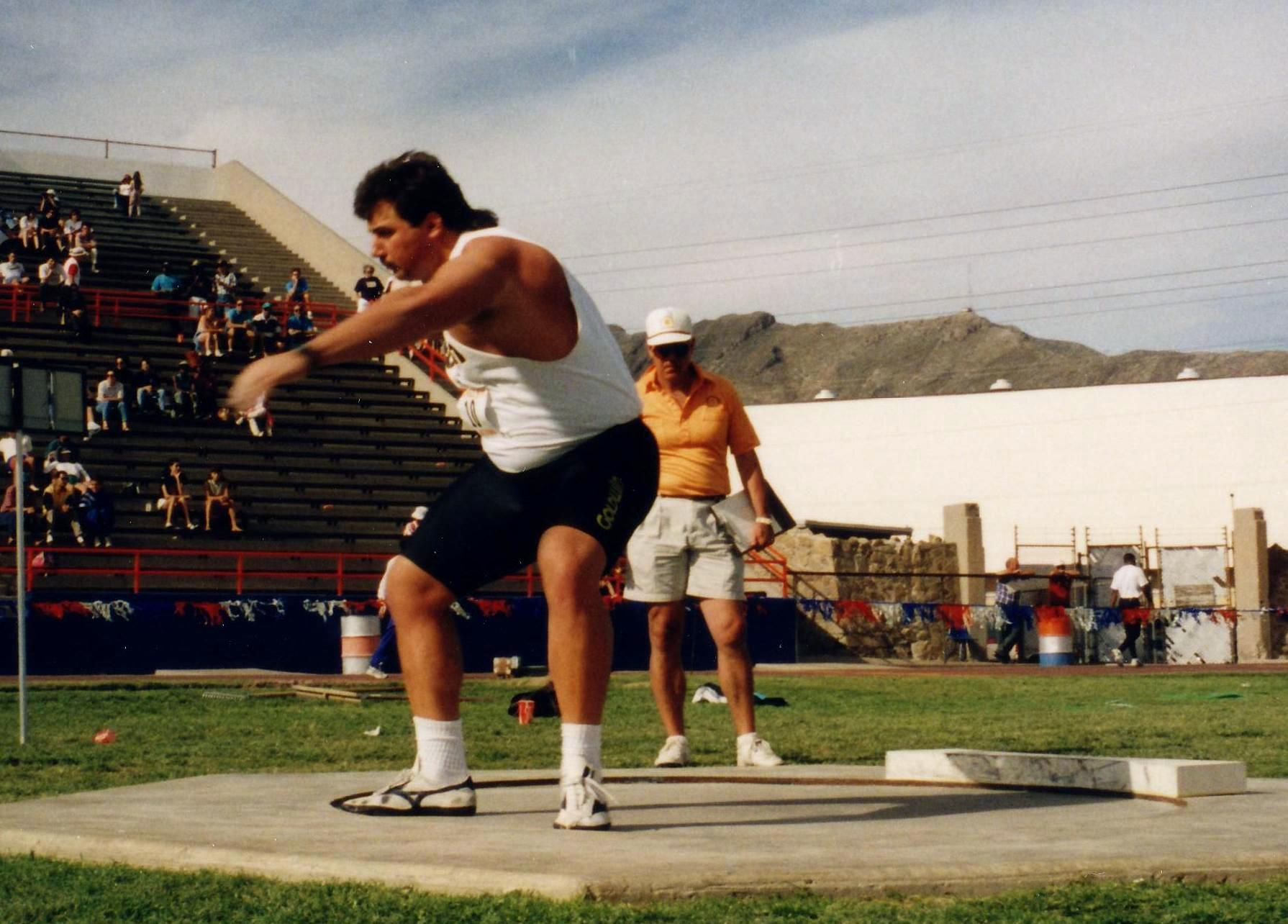
Vizeweltmeister wurde der Weltrekordinhaber Randy Barnes
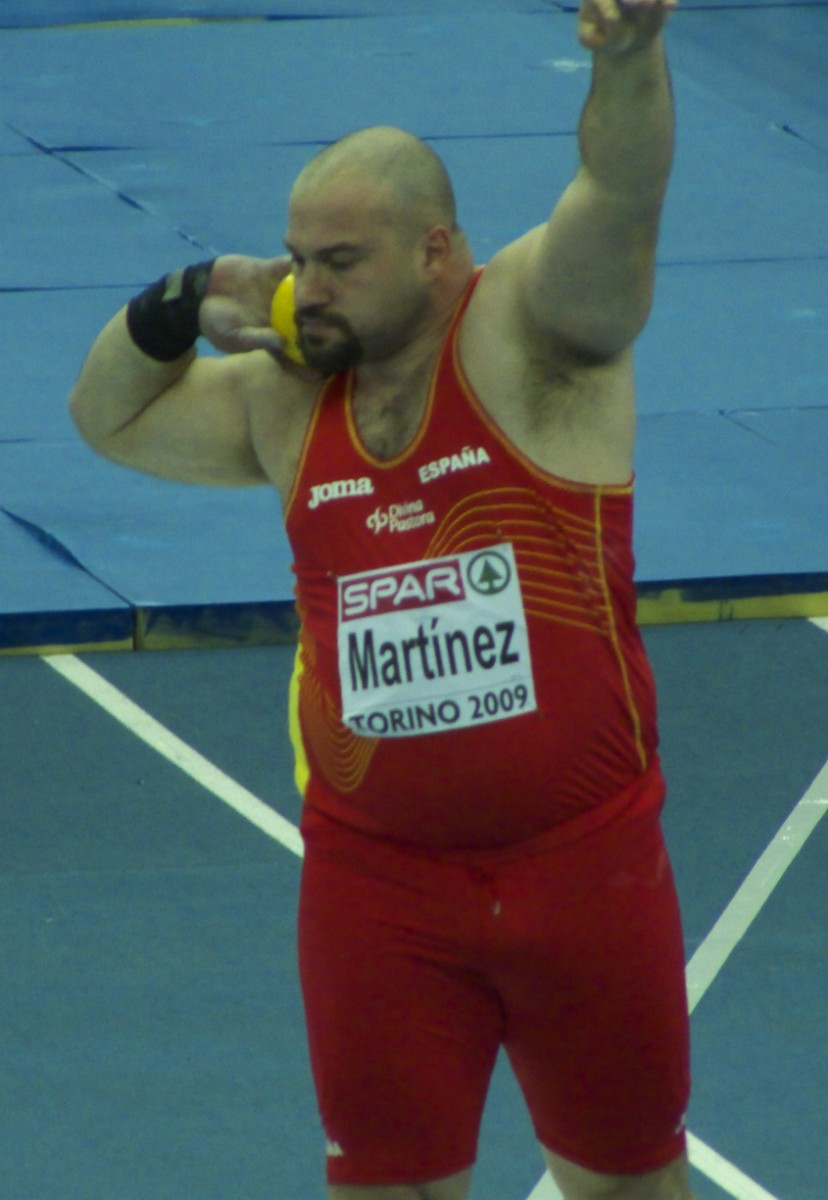
Manuel Martínez kam auf den elften Platz